# Sviluppo Automobilistico Meridionale
Sviluppo Automobilistico Meridionale S.p.A. era una azienda italo-francese che operava nel settore automobilistico.

## Storia
La società era nata il 1º marzo 1962 con sede a Napoli come joint venture tra Alfa Romeo, allora del gruppo IRI, e Renault. Operava nello stabilimento Alfa Romeo di Pomigliano d'Arco. In base a questa joint venture, in quegli anni a Pomigliano d'Arco si è prodotto anche la Renault 4.
Dal 1959 l'Alfa Romeo ha assemblato su licenza Renault la Alfa Romeo Dauphine presso lo stabilimento del Portello di Milano accanto alle linee produttive della Giulietta. Il 30 aprile 1968 diventa Renault-Italia S.p.A..